# Ніловка (Поріцький район)
Ніло́вка (рос. Ниловка, чув. Ниловка) — селище у складі Поріцького району Чувашії, Росія. Входить до складу Нікулінського сільського поселення.
Населення — 19 осіб (2010; 55 у 2002).
Національний склад:
- росіяни — 85 %